# Pristimantis cruciocularis
Pristimantis cruciocularis es una especie de anfibio anuro de la familia Craugastoridae.

## Distribución geográfica
Esta especie es endémica del centro del Perú. Se encuentra en las regiones de Huánuco y Pasco entre los 1330 y 1850 m sobre el nivel del mar en la Cordillera Oriental. Su localidad tipo es Pampa Hermosa, Distrito de Huasahuasi, Provincia de Tarma a 1540 m sobre el nivel del mar (10° 59′ 33.3″ S, 75° 25′ 58.0″ W).

## Publicación original
- Lehr, Lundberg, Aguilar & von May, 2006: New species of Eleutherodactylus (Anura: Leptodactylidae) from the eastern Andes of central Peru with comments on central Peruvian Eleutherodactylus. Herpetological Monographs, vol. 20, p. 105-128.[6]